# Jurij Orłow (fizyk)
Jurij Fiodorowicz Orłow (ros. Ю́рий Фёдорович Орло́в, ur. 13 sierpnia 1924 w Moskwie, zm. 27 września 2020 w Ithace) – rosyjski fizyk, działacz ruchu obrony praw człowieka w ZSRR, twórca Moskiewskiej Grupy Helsińskiej (1976).

## Życiorys
W latach 1944–1946 służył w Armii Czerwonej, w latach 1947–1952 studiował fizykę w Moskiewskim Instytucie Mechaniki i na Uniwersytecie Moskiewskim. W 1948 r. został członkiem WKP(b). Po studiach pracował w Laboratorium Techniki Cieplnej Ministerstwa Budowy Maszyn ZSRR, przygotowywał pracę doktorską z zakresu fizyki cząstek elementarnych. W 1956 r. został usunięty z partii i pracy za nazwanie Stalina i Berii „zabójcami stojącymi u władzy”. Od sierpnia 1956 pracował w Instytucie Fizyki Teoretycznej i Eksperymentalnej Akademii Nauk Armeńskiej SRR, tam obronił pracę doktorską (1958), habilitował się w 1963 r. w Instytucie Fizyki Nuklearnej w Nowosybirsku. Od 1968 r. był członkiem korespondentem Akademii Nauk Armeńskiej SRR. Od 1972 r. pracował w Instytucie Magnetyzmu Ziemskiego, Jonosfery i Rozprzestrzeniania Fal Radiowych Akademii Nauk ZSRR.
W 1973 r. opublikował list otwarty do Leonida Breżniewa, w którym postulował demokratyzację życia społecznego i ograniczenie państwowej kontroli nad gospodarką. W październiku 1973 był jednym z założycieli sowieckiej sekcji Amnesty International. W 1974 ponownie zwolniony z pracy, utrzymywał się z korepetycji. W maju 1976 powołał do życia Moskiewską Grupę Helsińską (tzw. Społeczną Grupę Sprzyjania Wykonaniu Porozumień Helsińskich). Został aresztowany 10 lutego 1977 i w maju 1978 skazany na 7 lat kolonii karnej o surowym rygorze i 5 lat zesłania. Przebywał w obozie w Kraju Permskim, a od 1984 na zesłaniu w Jakucji. W październiku 1986 został wymieniony na pracownika sowieckiego wywiadu i pozbawiony sowieckiego obywatelstwa, deportowany, zamieszkał w USA. Pod koniec 1986 został wybrany Honorowym Przewodniczącym Międzynarodowej Federacji Helsińskiej. Od 1987 r. pracował w Cornell University, w 2008 mianowany profesorem.
Na emigracji uczestniczył w pracach Konferencji Bezpieczeństwa i Współpracy w Europie, od 1989 uczestniczył w pracach reaktywowanej Moskiewskiej Grupy Helsińskiej. Opublikował wspomnienia Dangerous Thoughts. Memoirs of a Russian Life (1991), opublikowane we fragmencie po polsku w tomie Wstyd było milczeć. Świadectwa radzieckich dysydentów, wybór i wstęp Marek Radziwon, wyd. Instytut Książki – Nowaja Polsza, Kraków – Warszawa 2013.
American Physical Society przyznało mu Nicholson Medal for Humanitarian Service (1995) i Nagrodę im. Andrieja Sacharowa (2006).